# Österreichische Alpine Skimeisterschaften 2002
Bei den Österreichischen Alpinen Skimeisterschaften 2002 gab es in den technischen Disziplinen mehrere Programmänderungen: Die Bewerbe der Damen waren für 20. und 21. März am Hochkar geplant. Sie mussten wegen starken Schneefalls auf den 3. und 4. April verschoben werden. Bei den Herren waren die Technikbewerbe für 21. und 22. März in Semmering geplant. Hier brachte Regen das Programm durcheinander. Der Slalom wurde um einen Tag vorverlegt, der Riesenslalom am nächsten Tag konnte nicht mehr gefahren werden. Er wurde am 2. April in See im Paznauntal nachgeholt. Die Speedbewerbe von Herren und Damen fanden am 10. und 11. April in Zauchensee statt. Die Rennen waren international besetzt, um die Österreichische Meisterschaft fuhren jedoch nur die österreichischen Teilnehmer.

## Herren

### Abfahrt
| Platz | Name                      | Zeit        |
| ----- | ------------------------- | ----------- |
| 01    | Andreas Schifferer        | 1:30,60 min |
| 02    | Peter Struger             | 1:30,89 min |
| 03    | Klaus Kröll               | 1:30,98 min |
| 04    | Mario Scheiber            | 1:31,09 min |
| 05    | Michael Walchhofer        | 1:31,32 min |
| 06    | Fritz Strobl              | 1:31,35 min |
| 07    | Tobias Grünenfelder (SUI) | 1:31,36 min |
| 08    | Hans Grugger              | 1:31,38 min |
| 09    | Johan Clarey (FRA)        | 1:31,42 min |
| 10    | Georg Streitberger        | 1:31,75 min |

Datum: 10. April 2002

Ort: Zauchensee

### Super-G
| Platz | Name                | Zeit        |
| ----- | ------------------- | ----------- |
| 01    | Andreas Schifferer  | 1:14,01 min |
| 02    | Hannes Reichelt     | 1:14,80 min |
| 03    | Jernej Koblar (SLO) | 1:14,90 min |
| 04    | Andreas Buder       | 1:14,95 min |
| 05    | Thomas Graggaber    | 1:14,99 min |
| 06    | Ožbi Ošlak (SLO)    | 1:15,04 min |
| 07    | Martin Stocker      | 1:15,10 min |
| 08    | Peter Fill (ITA)    | 1:15,13 min |
| 09    | Hans Grugger        | 1:15,14 min |
| 10    | Michael Walchhofer  | 1:15,33 min |

Datum: 11. April 2002

Ort: Zauchensee

### Riesenslalom
| Platz | Name                      | Zeit        |
| ----- | ------------------------- | ----------- |
| 01    | Hannes Reiter             | 2:11,34 min |
| 02    | Rainer Schönfelder        | 2:11,37 min |
| 03    | Christoph Gruber          | 2:11,42 min |
| 04    | Andreas Schifferer        | 2:11,62 min |
| 05    | Manfred Pranger           | 2:12,39 min |
| 06    | Peter Struger             | 2:12,46 min |
| 07    | Ronald Stampfer           | 2:12,59 min |
| 08    | Christoph Alster          | 2:13,31 min |
| 09    | Marcel Lorenzin           | 2:13,72 min |
| 10    | Stephan Görgl             | 2:13,77 min |
|       | Christian Wanninger (GER) | 2:13,77 min |

Datum: 2. April 2002

Ort: See
Ursprünglicher Termin: 21. März, Semmering

### Slalom
| Platz | Name                   | Zeit        |
| ----- | ---------------------- | ----------- |
| 01    | Andreas Ertl (GER)     | 1:41,55 min |
| 02    | Jono Brauer (AUS)      | 1:41,70 min |
| 03    | Stanley Hayer (CZE)    | 1:42,04 min |
| 04    | Noel Baxter (GBR)      | 1:42,33 min |
| 05    | Niki Fürstauer (LIB)   | 1:42,89 min |
| 06    | Patrick Bechter        | 1:43,05 min |
| 07    | Stefan Moser           | 1:43,06 min |
| 08    | Andreas Omminger       | 1:43,16 min |
| 09    | Felix Neureuther (GER) | 1:43,33 min |
| 10    | Wolfgang Hörl          | 1:43,37 min |

Datum: 21. März 2002

Ort: Semmering
Ursprünglicher Termin: 22. März

### Kombination
Die Kombination setzt sich aus den Ergebnissen von Slalom, Riesenslalom und Abfahrt zusammen.
| Platz | Name               |
| ----- | ------------------ |
| 1     | Matthias Lanzinger |
| 2     | Stefan Moser       |
| 3     | Thomas Bacher      |

## Damen

### Abfahrt
| Platz | Name                       | Zeit        |
| ----- | -------------------------- | ----------- |
| 01    | Michaela Kirchgasser       | 1:35,57 min |
| 02    | Christine Sponring         | 1:36,01 min |
| 03    | Andrea Felber              | 1:37,02 min |
| 04    | Gabriela Martinovová (CZE) | 1:37,07 min |
| 05    | Brigitte Obermoser         | 1:37,24 min |
| 06    | Daniela Müller             | 1:37,28 min |
| 07    | Michaela Kofler            | 1:37,30 min |
| 08    | Martina Lechner            | 1:37,74 min |
| 09    | Petra Strassegger          | 1:39,47 min |
| 10    | Veronika Thanner           | 1:39,71 min |

Datum: 10. April 2002

Ort: Zauchensee

### Super-G
| Platz | Name                  | Zeit        |
| ----- | --------------------- | ----------- |
| 01    | Alexandra Meissnitzer | 1:17,81 min |
| 02    | Martina Lechner       | 1:18,11 min |
| 03    | Andrea Felber         | 1:18,32 min |
| 04    | Daniela Müller        | 1:18,53 min |
| 05    | Michaela Kofler       | 1:18,86 min |
| 06    | Christine Sponring    | 1:19,32 min |
| 07    | Michaela Kirchgasser  | 1:19,39 min |
| 08    | Veronika Thanner      | 1:19,68 min |
| 09    | Sandra Fiegl          | 1:19,96 min |
| 10    | Elke Schnitzer        | 1:20,44 min |

Datum: 11. April 2002

Ort: Zauchensee

### Riesenslalom
| Platz | Name                  | Zeit        |
| ----- | --------------------- | ----------- |
| 01    | Martina Lechner       | 2:09,25 min |
| 02    | Nicole Hosp           | 2:09,51 min |
| 03    | Selina Heregger       | 2:09,73 min |
| 04    | Alexandra Meissnitzer | 2:09,84 min |
| 05    | Lucie Hrstková (CZE)  | 2:09,90 min |
| 06    | Tanja Schneider       | 2:09,96 min |
| 07    | Christine Sponring    | 2:10,19 min |
| 08    | Kathrin Wilhelm       | 2:10,21 min |
| 09    | Kathrin Hölzl (GER)   | 2:10,53 min |
| 10    | Michaela Kofler       | 2:10,57 min |

Datum: 3. April 2002

Ort: Hochkar
Ursprünglicher Termin: 20. März

### Slalom
| Platz | Name                        | Zeit        |
| ----- | --------------------------- | ----------- |
| 01    | Claudia Riegler (NZL)       | 1:34,99 min |
| 02    | Marlies Schild              | 1:35,46 min |
| 03    | Nicole Hosp                 | 1:35,71 min |
| 04    | Sabine Egger                | 1:35,89 min |
| 05    | Šárka Záhrobská (CZE)       | 1:36,11 min |
| 06    | Petra Knor                  | 1:36,33 min |
| 07    | Karin Truppe                | 1:36,41 min |
| 08    | Daniela Müller              | 1:36,69 min |
| 09    | Petra Zakouřilová (CZE)     | 1:36,87 min |
| 10    | Emma Carrick-Anderson (GBR) | 1:37,38 min |

Datum: 4. April 2002

Ort: Hochkar
Ursprünglicher Termin: 21. März

### Kombination
Die Kombination setzt sich aus den Ergebnissen von Slalom, Riesenslalom und Abfahrt zusammen.
| Platz | Name              |
| ----- | ----------------- |
| 1     | Daniela Müller    |
| 2     | Sandra Fiegl      |
| 3     | Petra Strassegger |